# 늑대들 (2022년 영화)
《늑대들》은 2022년에 개봉한 대한민국의 영화이다.

## 캐스팅
- 오종혁 : 도훈 역
- 박기덕 : 윤 형사 역
- 정의욱 : 오 형사 역
- 이한위 : 신 반장 역
- 서명찬 : 보스 역
- 춘식 : 고려인 갱 1 역
- 배우희 : 유미 역
- 최희정 : 고려인 갱 두목 역
- 장용원 : 고려인 갱 3 역